# Julien-K
Julien-K (с англ. — «Джулиан Кей») — американская синти-рок-группа, созданная в городе Лонг-Бич, штат Калифорния в 2003 году. Julien-K изначально являлись сайд-проектом участников группы Orgy Райана Шака и Амира Дерака, но после их ухода из Orgy, Julien-K становится самостоятельным проектом. Коллектив назван в честь главного героя фильма «Американский жиголо» Джулиана Кея, сыгранного актёром Ричардом Гиром.

## История группы

### Формирование коллектива и начало деятельности (2003—2007)
Во время записи третьего студийного альбома Orgy Punk Statik Paranoia у участников группы возникли конфликты. Из-за этого Райан Шак и Амир Дерак покинули Orgy и решили создать собственный музыкальный проект. Они начали работать над студийным материалом, затем к Шаку и Дераку присоединились музыканты Элиас Андра и Брендон Бельски. Группа получила название «Julien-K».
Веб-страница Julien-K была запущена летом 2003 года. На сайте были выложены демо-версии песен «Look at You», «Kick the Bass», «Someday Soon», «Everyone Knows» и «Technical Difficulties».
Первые завершённые композиции Julien-K были использованы в саундтреках к различным видеоиграм, например в Sonic Heroes («This Machine (Theme of Team Dark)») и Shadow the Hedgehog («Waking Up»). Трек «Technical Difficulties» был включён в саундтрек к фильму Майкла Бэя Трансформеры, и был использован в самом конце титров. Также группа занималась продюсированием саундтрека к игре Transformers: Revenge of the Fallen. Помимо этого, ремикс от Julien-K на сольный трек Честера Беннингтона «Morning After» прозвучал в фильме Другой мир: Эволюция.
В 2007 году Julien-K впервые провели гастрольный тур, во время которого группа выступала на разогреве у Linkin Park, Mindless Self Indulgence, Evanescence и The Birthday Massacre. Тур продлился до 2008 года. Вскоре после его окончания музыканты начали работу над дебютным студийным альбомом.

### Death to Analog(2008—2010)
Релиз первой пластинки Death to Analog состоялся весной 2009 года. Продюсированием альбома занимались Тим Палмер, Майк Шинода и Честер Беннингтон. Музыкальными изданиями Death to Analog был воспринят положительно. Наибольшую популярность получила песня «Kick the Bass», вышедшая в качестве сингла. Видеоклип к «Kick the Bass» содержал множество откровенных сцен, из-за чего подвергся жёсткой цензуре.
После выхода Death to Analog участники Julien-K принимали участие в записи дебютного альбома Out of Ashes сольного проекта Честера Беннигтона Dead by Sunrise. О работе над пластинкой Райан Шак сказал следующее:
Обе группы по сути одинаковы. Честер поёт и пишет для Dead by Sunrise, но когда пою я и Амир, и я сочиняю, становится больше элементов Julien-K и больше электро… Наши коллективы Julien-K и Dead by Sunrise в этом смысле что-то вроде фабрики Уорхол; сотрудничество Julien-K и Dead by Sunrise имеет смысл.
В июне 2010 года Райан Шак объявил, что Брендон Бельски покинул группу. Его заменил Энтони «Фью» Волсик, давно сотрудничавший с Julien-K и являвшийся, по сути, неофициальным участником Julien-K. Уход Брендона Бельски Райан Шак прокомментировал следующим образом:
Брендон покинул группу из-за творческих разногласий. Он был по-настоящему не доволен направлением нового альбома… с другой стороны группа разгорячённо и с удовольствием изучает "чужую территорию". Мы едва сдерживаем себя в нашем новом материале. К сожалению такая ситуация может означать только расставание.
В июле 2010 группа провела небольшой тур по странам Европы. 25 июня 2011 года Julien-K выступили на фестивале Summer of Sonic, который был посвящён серии компьютерных игр о еже Сонике. Спустя некоторое время музыканты начали запись новой пластинки.

### We’re Here with You(2011—2013)
В ходе летнего турне по странам Европы в 2011 году, группа записывает концертный мини-альбом SDS Sessions V.1.
В ноябре Элиас Андра покинул коллектив, в связи с рождением ребёнка. В начале 2012 года его место занимает участник группы Street Drum Corps Фрэнк Зуммо. Вскоре группа выпускает второй студийный альбом We’re Here with You, после чего проводит совместный концертный тур по Европе вместе с Mindless Self Indulgence.

### California Noir — Chapter One и Chapter Two(2014—2016)
В 2013 году группу покидает барабанщик Фрэнк Зуммо и основным барабанщиком становится Элай Джеймс.
26 января 2015 года на краудфандинговом проекте Indiegogo стартует кампания в поддержку выхода альбома California Noir - Chapter One: Analog Beaches & Digital Cities. Заявленная сумма в 10000$ была собрана всего за 11 часов, а за весь срок кампании (1 месяц) размер собранных средств составил 28 550$.
27 марта 2015 года состоялся релиз альбома California Noir - Chapter One: Analog Beaches & Digital Cities - первой половины альбома, разделенного на 2 части. Выходу предшествовал выпуск трёх синглов - «California Noir», «No You Can't» и «She's the Pretender». Также на песню «California Noir» был снят видеоклип.
12 января 2016 года стартовала вторая Indiegogo кампания по поддержке выхода сингла «Mannequin Eyes». Необходимые 4000$ были собраны менее чем за 11 часов, а общее количество пожертвований составило 11507$ за 16 дней.
28 января для фанатов, поддержавших сбор средств, стало доступно бесплатное скачивание сингла «Mannequin Eyes», а также ремикса от The New Division. 16 февраля сингл и ремикс стали доступны для покупки в ITunes и Google Play. 15 марта был представлен официальный клип на трек.
В начале августа 2016 года группа выпускает вторую часть альбома California Noir - Chapter Two: Nightlife in Neon. В качестве противопоставления "светлой" первой части, в Nightlife in Neon слушатель слышит более мрачную и "темную" сторону альбома, представленную космической тематикой и напоминающую по стилю звучания электронику 80-х годов XX века. Выход 2-й части альбома также сопровождался краундфандинговой кампанией, в которой при поставленной цели в 10 000$ было собрано 43 256$.

### Time Capsule: A Future Retrospective (2004 - 2017)(2017—2018)
В 2016 году группа объявляет о намерении выпустить сборник ремиксов, демо и неизданных материалов, накопившихся за всё время существования коллектива. Time Capsule: A Future Retrospective (2004 - 2017) вышел в апреле 2018 года на четырёх дисках, содержащих 60 треков. Предшествующая выходу краундфандинговая кампания стала наиболее успешной для группы, набрав 50 520$ при запланированных 15 000$. Альбом был посвящен Честеру Беннингтону, название «Future Retrospective» изначально обсуждалась Амиром, Райаном и Честером как вариант названия альбома Dead by Sunrise.
Летом 2017 года коллектив отправляется в тур Prey & Obey с группой PIG. На время тура Эндрю, который не смог поехать по личным причинам, заменяет Биди из The New Division. В сентябре 2017 г. Райан Шак объявляет о том, что Биди становится официальным членом группы и будет принимать участие в записи следующего студийного альбома Harmonic Disruptor.
Весной 2018 года группа анонсирует летний хедлайн-тур California Noir, в котором намечается около 30 концертов.
В июне стартует очередная краундфандинговая кампания в поддержку выхода пятого студийного альбома Harmonic Disruptor, во время которой было собрано 43 851$ при запланированных 5000$. Выход альбома запланирован на март 2019 года.

## Участники группы
| Текущий состав - Райан Шак — вокал, ритм-гитара (2003 — настоящее время) - Амир Дерак — гитара, синтезатор (2003 — настоящее время) - Энтони «Фью» Волсик — синтезатор, программирование, семплинг, бас-гитара (2003 — настоящее время) - Биди Кобра — бас-гитара, бэк-вокал (2017 — настоящее время) - Алекс Гонсалез — ударные (2018 — настоящее время) | Гастрольные участники - Элай Джеймс — ударные (2013 — 2016) - Бобби Хьюитт — ударные (2016) - Гален Валинг — ударные (2017) Бывшие участники - Брендон Бельски — бас-гитара, синтезатор, бэк-вокал (2003—2010) - Элиас Андра — ударные, перкуссия, бэк-вокал (2003—2011) - Фрэнк Зуммо — ударные (2012—2013) |

Временная шкала

## Дискография
| Студийные альбомы - Death to Analog (2009) - We’re Here with You (2012) - California Noir — Chapter One: Analog Beaches & Digital Cities (2015) - California Noir — Chapter Two: Nightlife In Neon (2016) - Harmonic Disruptor (2019) | Альбомы ремиксов - Death to Digital (2010) - We’re Here With You Remix (2012) - Time Capsule: A Future Retrospective 2004 - 2017 (2018) | Концертный альбом - SDS Sessions V.1 (2011) | Саундтреки - Triple Threat: Sonic Heroes Vocal Trax (2004) - Lost and Found: Shadow the Hedgehog Vocal Trax (2006) - Другой мир: Эволюция (2006) - Трансформеры (2007) - Transformers: Revenge of the Fallen — The Game (2009) - True Colors: The Best of Sonic the Hedgehog Part 2 (2009) |

Синглы
| Год  | Песня                  | US Dance | Aльбом                                                         |
| ---- | ---------------------- | -------- | -------------------------------------------------------------- |
| 2009 | «Kick the Bass»        | 24       | Death to Analog                                                |
| 2010 | «Dreamland»            | —        | Death to Analog                                                |
| 2012 | «Breakfast in Berlin»  | —        | We’re Here with You                                            |
| 2012 | «Cruel Daze of Summer» | —        | We’re Here with You                                            |
| 2015 | «California Noir»      | —        | California Noir - Chapter One: Analog Beaches & Digital Cities |
| 2015 | «No You Can't»         | —        | California Noir - Chapter One: Analog Beaches & Digital Cities |
| 2015 | «She's the Pretender»  | —        | California Noir - Chapter One: Analog Beaches & Digital Cities |
| 2016 | «Mannequin Eyes»       | —        | California Noir - Chapter Two: Nightlife In Neon               |

Ремиксы
- Motor — «Flashback» (Julien-K Acid Test Remix)
- The Cure — «Sleep When I’m Dead» (Джерард Уэй и Julien-K)
- «Neighborhood» (Dirty Heads vs. Julien-K)
- Avenged Sevenfold — «Strength of the World» (Julien-K Remix)
- Mindless Self Indulgence — «What Do They Know?» (Julien-K и Честер Беннингтон)
- Mindless Self Indulgence — «What Do They Know?» (Instrumental DJ Dub)
- Мумий Тролль — «Hey, Tovarish!» (Remix by Julien-K)

Видеоклипы
- «Kick the Bass» (2009)[24]
- «Fail With Grace» (2011)[25]
- «Breakfast In Berlin» (2012)[26]
- «Flashpoint Riot» (2012) (релиз только для iTunes)[27]
- «We’re Here With You» (2012)[28]
- «Cruel Daze Of Summer» (2012)[29]
- «Nights Of Future Past» (2013)[30]
- «California Noir» (2014)[31]
- «No You Can't» (2014)[32]
- «Futura (DTA Mix)» (2015)[33]
- «Mannequin Eyes» (2016)[18]
- «Photo Voltaire» (2018)[34]